# NGC 3826
NGC 3826 este o astronomical radio source⁠(d) situată în constelația Leul. A fost descoperită în 6 aprilie 1785 de către William Herschel. Se află la o distanță de 130,94 de megaparseci de Pământ.